# Oligomyrmex petulcus
Oligomyrmex petulcus är en myrart som först beskrevs av Wheeler 1922.  Oligomyrmex petulcus ingår i släktet Oligomyrmex och familjen myror. Inga underarter finns listade i Catalogue of Life.